# Monbijoubrücke (Bern)

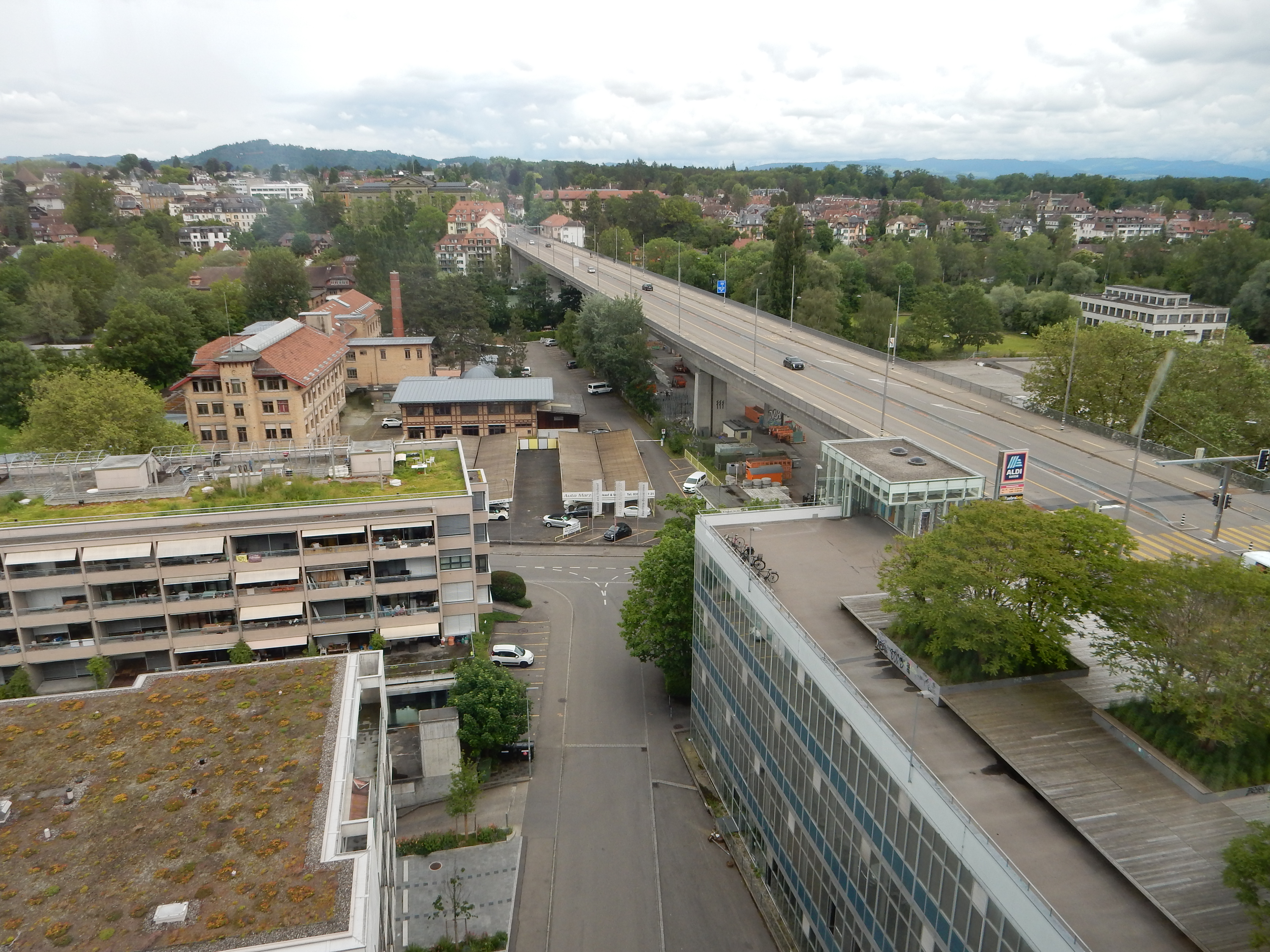
Die Monbijoubrücke mit Blick Richtung Kirchenfeldqartier

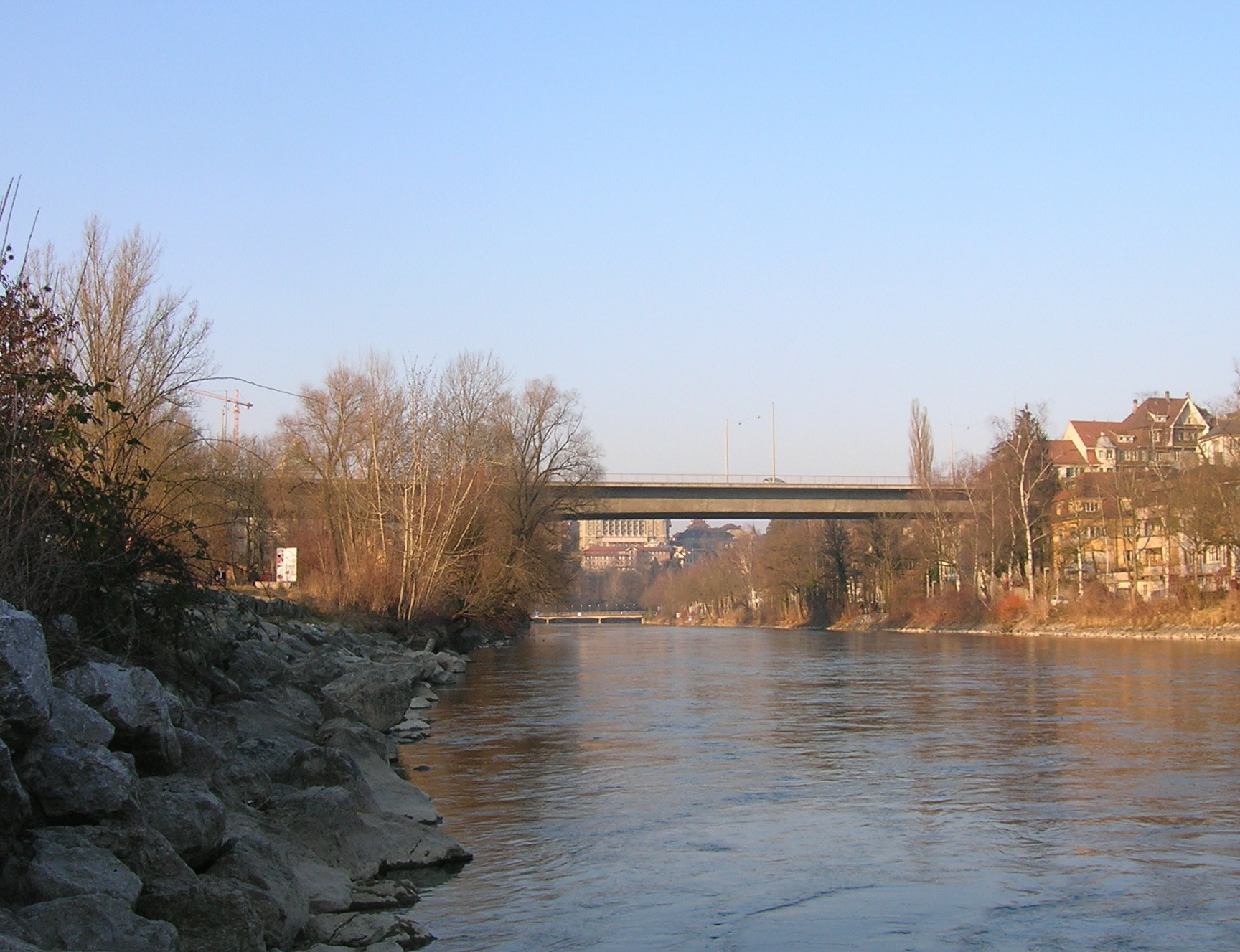
Die Monbijoubrücke überquert die Aare

Die Monbijoubrücke verbindet das Quartier Monbijou über die Aare hinweg mit dem Kirchenfeldquartier. Sie ist Teil der Hauptstrasse 10, die von Les Verrières nach Luzern führt.
Das Monbijouquartier hat seinen Namen vom 1775 erbauten und 1820 umgestalteten Landhaus Mon Bijou (französisch für «mein Schmuckstück») an der heutigen Monbijoustrasse 5/7 und dem gleichnamigen Landgut. Die Betonbrücke wurde von Hartenbach und Wenger projektiert und nach zweijähriger Bauzeit am 8. September 1962 eingeweiht. Sie ist 337,5 m lang und 23,5 m breit.
Von der Monbijoubrücke aus hat man eine gute Sicht auf die Südfassade des Bundeshauses und die Berner Altstadt.

## Verkehr
Im Jahr 2022 wurde eine der beiden in Richtung Stadt führenden Autospuren durch einen Busfahrstreifen ersetzt. Gleiches geschah 2023 in die andere Richtung. Zudem wurde ein neues Verkehrsmanagementsystem in Betrieb genommen, um den motorisierten Individualverkehr besser steuern bzw. besser dosieren zu können.